# Красная Шапочка (мультфильм, 1995)
 «Красная Шапочка»  (англ. Little Red Riding Hood) — 48-минутный мультфильм, созданный Jetlag Productions и распространяемый GoodTimes Entertainment, был первоначально выпущен на VHS 31 июля 1995 года. Это адаптация Красной Шапочки Шарля Перро.

## Сюжет
Маленькая Красная Шапочка любит свою бабушку. Её любимая мама попросила взять корзинку с пирожками и отнести её свой не совсем здоровой бабушке, которая живёт на другой стороне большого леса. Мама предупреждает её чтобы она была осторожна и не отвлекалась. Тем не менее Красная Шапочка не смогла пройти мимо плачущего и печального оленёнка в лесу. Маленькое существо забыло день рождения своей мамы и очень разочаровалось. Красная Шапочка даёт своему новому другу предложение сделать своей маме прекрасный букет полевых цветов, это сделает её счастливой. Когда она продолжает идти по лесу, она встречает нового друга, симпатичную птицу, которая очень талантлива в пении, но чьё крыло поранено. Красная Шапочка учит птицу не бояться. Когда он наконец самостоятельно взлетает Дрозд в знак благодарности обучает её свисту, «Если тебе грозит опасность — просто свистни и я вернусь». Далее, Красная Шапочка чуть не становится жертвой падающего дерева, которое подточил Бобёр. Бобры строют плотину и Красная Шапочка предлагает свою помощь. Наконец, она доходит до конца маршрута, заветного домика. Если бы Красная Шапочка знала что кормить пирожками она будет далеко не Бабушку.

## Роли озвучили
- Андреа Либман — Красная Шапочка
- Терри Классен — Дрозд, Бобёр
- Эллен Кеннеди — Бабушка
- Скотт Макнил — Волк